# Jolanta Kumirska
Jolanta Kumirska (ur. 13 lutego 1966 w Kętrzynie) – polska chemik, profesor Uniwersytetu Gdańskiego.

## Życiorys
W 1990 zatrudniona została na Wydziale Chemii Uniwersytetu Gdańskiego jako pracownik techniczny. Rok później ukończyła studia na kierunku chemia na Uniwersytecie Gdańskim. W latach 1996–2016 pracowała jako asystent. 15 lutego 2006 uzyskała stopień naukowy doktora nauk chemicznych na podstawie dysertacji  „Jednostki powtarzalne antygenów somatycznych bakterii Salmonella Agona (0:4) i Salmonella Dakar (0:28) i ich właściwości immunochemiczne” napisanej pod kierunkiem prof. dr hab. inż. Janusza Szafranka. W tym samym awansowała na stanowisko adiunkta. W 2014 po obronie dysertacji habilitacyjnej pt. „Rozwój metod analitycznych i badanie sposobów rozprzestrzeniania się wybranych farmaceutyków w środowisku” otrzymała stanowisko profesora nadzwyczajnego. W tym samym roku została powołana także na kierownika Pracowni Analityki i Diagnostyki Chemicznej. W latach 2012–2016 Jolanta Kumirska była zastępcą dyrektora Instytutu Ochrony Środowiska i Zdrowia Człowieka UG przy Wydziale Chemii UG, a przez kolejne 4 lata pełniła funkcję prodziekana ds. studiów Wydziału Chemii. W kadencji 2020–2024 była prodziekanem ds. studenckich i kształcenia.
J. Kumirska specjalizuje się w zakresie chemii analitycznej, ze szczególnym uwzględnieniem badania medykamentów. Zajmuje się analityką na potrzeby ekspertyz sądowych. Stosuje również metody spektroskopowe do analizy jakościowej i ilościowej związków biologicznie czynnych. Ma na swoim koncie 120 prac naukowych, w tym 68 prac oryginalnych i 9 prac przeglądowych opublikowanych w czasopismach znajdujących się w bazie Journal Citation Reports (JRC), oraz 184 komunikaty naukowe. Jest laureatką sześciu zespołowych nagród Rektora Uniwersytetu Gdańskiego, zespołowej nagrody Ministra Nauki i Szkolnictwa Wyższego oraz Rektora Gdańskiego Uniwersytetu Medycznego. Od 2008 należy do Polskiego Towarzystwa Chemicznego, a od 2010 do Gdańskiego Towarzystwa Naukowego.